# Liste der Bodendenkmäler in Buchhofen
Auf dieser Seite sind die Bodendenkmäler in der niederbayerischen Gemeinde Buchhofen zusammengestellt. Diese Tabelle ist eine Teilliste der Liste der Bodendenkmäler in Bayern. Grundlage ist die Bayerische Denkmalliste, die auf Basis des Bayerischen Denkmalschutzgesetzes vom 1. Oktober 1973 erstmals erstellt wurde und seither durch das Bayerische Landesamt für Denkmalpflege geführt wird. Die folgenden Angaben ersetzen nicht die rechtsverbindliche Auskunft der Denkmalschutzbehörde.

## Bodendenkmäler in Buchhofen
| Lage       | Objekt | Akten-Nr.     | Bild |
| ---------- | --- | ------------- | ---- |
| (Standort) | Verebneter Grabhügel vorgeschichtlicher Zeitstellung. | D-2-7243-0103 |      |
| (Standort) | Siedlung der frühen Bronzezeit. | D-2-7243-0104 |      |
| (Standort) | Siedlung vor- und frühgeschichtlicher Zeitstellung und verebnete Viereckschanze der späten Latènezeit. | D-2-7243-0105 |      |
| (Standort) | Verebneter Turmhügel des Mittelalters. | D-2-7243-0106 |      |
| (Standort) | Siedlung des Mittelneolithikums. | D-2-7243-0107 |      |
| (Standort) | Siedlung vor- und frühgeschichtlicher Zeitstellung. | D-2-7243-0108 |      |
| (Standort) | Verebnetes viereckiges Grabenwerk und Siedlung der Altheimer Gruppe. | D-2-7243-0109 |      |
| (Standort) | Siedlung vor- und frühgeschichtlicher Zeitstellung. | D-2-7243-0110 |      |
| (Standort) | Siedlung vor- und frühgeschichtlicher Zeitstellung. | D-2-7243-0146 |      |
| (Standort) | Siedlung der Urnenfelderzeit. | D-2-7243-0339 |      |
| (Standort) | Untertägige mittelalterliche und frühneuzeitliche Befunde im Bereich des Kirchhofes und der katholischen Expositurkirche St. Johannes der Täufer in Ottmaring. | D-2-7243-0354 |      |
| (Standort) | Untertägige mittelalterliche und frühneuzeitliche Befunde sowie Erdstall im Bereich des Schlosses Ottmaring. | D-2-7243-0355 |      |
| (Standort) | Siedlung vor- und frühgeschichtlicher Zeitstellung, u. a. der (frühen) Bronze- und Latènezeit sowie der römischen Kaiserzeit, Bestattungsplatz der Glockenbecherkultur. | D-2-7243-0388 |      |
| (Standort) | Siedlung des Jungneolithikums. | D-2-7243-0389 |      |
| (Standort) | Siedlung des Mittelneolithikums, der Münchshöfener Gruppe, der Bronze- bzw. Urnenfelderzeit und der mittleren bis späten Latènezeit. | D-2-7343-0116 |      |
| (Standort) | Siedlung der Bronze- bzw. Urnenfelderzeit und der mittleren bis späten Latènezeit sowie der römischen Kaiserzeit und des frühen Mittelalters, Bestattungsplatz der Urnenfelderzeit. | D-2-7343-0119 |      |
| (Standort) | Siedlung des Neolithikums, wohl der Münchshöfener Gruppe. | D-2-7343-0122 |      |
| (Standort) | Siedlung der Urnenfelder-, Hallstatt- und Latènezeit. | D-2-7343-0124 |      |
| (Standort) | Siedlung metallzeitlicher Zeitstellung. | D-2-7343-0126 |      |
| (Standort) | Siedlungen vor- und frühgeschichtlicher Zeitstellung, u. a. der Altheimer Gruppe sowie der römischen Kaiserzeit und des frühen Mittelalters, Bestattungsplatz der Urnenfelderzeit. | D-2-7343-0128 |      |
| (Standort) | Verebnetes Grabenwerk vor- und frühgeschichtlicher Zeitstellung, Siedlung der Münchshöfener Gruppe, der Hallstattzeit und der mittleren bis späten Latènezeit, Bestattungsplatz der Münchshöfener Gruppe und der Glockenbecherkultur.                                                  | D-2-7343-0129 |      |
| (Standort) | Siedlung des Mittelneolithikums, der Münchshöfener Gruppe, der Urnenfelder- und Hallstattzeit sowie der mittleren bis späten Latènezeit. | D-2-7343-0130 |      |
| (Standort) | Verebnete Grabhügel vorgeschichtlicher Zeitstellung. | D-2-7343-0134 |      |
| (Standort) | Siedlung vor- und frühgeschichtlicher Zeitstellung. | D-2-7343-0135 |      |
| (Standort) | Siedlung und verebnetes Grabenwerk vor- und frühgeschichtlicher Zeitstellung. | D-2-7343-0136 |      |
| (Standort) | Siedlung der Bronze- bzw. Urnenfelderzeit. | D-2-7343-0137 |      |
| (Standort) | Verebnete Grabhügel vorgeschichtlicher Zeitstellung. | D-2-7343-0138 |      |
| (Standort) | Verebnete Grabhügel vorgeschichtlicher Zeitstellung. | D-2-7343-0139 |      |
| (Standort) | Verebneter Grabhügel vorgeschichtlicher Zeitstellung. | D-2-7343-0140 |      |
| (Standort) | Siedlung der späten Linearbandkeramik, des Mittelneolithikums, und der mittleren bis späten Latènezeit. | D-2-7343-0141 |      |
| (Standort) | Siedlung der Münchshöfener Gruppe und der Urnenfelderzeit. | D-2-7343-0142 |      |
| (Standort) | Siedlung der Münchshöfener Gruppe, der Urnenfelderzeit, der mittleren bis späten Latènezeit und der römischen Kaiserzeit, Körpergräber der frühen Latènezeit. | D-2-7343-0143 |      |
| (Standort) | Verebnetes Grabenwerk mit zwei Gräben der Hallstattzeit, Siedlung des Neolithikums, u. a. der Linearbandkeramik und der Münchshöfener sowie der Altheimer Gruppe, der Hallstattzeit, der mittleren bis späten Latènezeit und der römischen Kaiserzeit.                                 | D-2-7343-0144 |      |
| (Standort) | Siedlung vor- und frühgeschichtlicher Zeitstellung. | D-2-7343-0145 |      |
| (Standort) | Verebnete Grabhügel vorgeschichtlicher Zeitstellung. | D-2-7343-0146 |      |
| (Standort) | Siedlung der Urnenfelder- oder Hallstattzeit. | D-2-7343-0316 |      |
| (Standort) | Siedlung der späten Latènezeit. | D-2-7343-0377 |      |
| (Standort) | Siedlung der Urnenfelderzeit, Bestattungsplatz des frühen Mittelalters. | D-2-7343-0388 |      |
| (Standort) | Untertägige mittelalterliche und frühneuzeitliche Befunde im Bereich des Kirchhofes und der katholischen Pfarrkirche St. Laurentius in Buchhofen. | D-2-7343-0390 |      |
| (Standort) | Siedlung des mittleren Neolithikums, der Altheimer Gruppe, der Michelsberger Kultur, der frühen Bronzezeit, der Urnenfelderzeit, der Hallstattzeit sowie der mittleren bis späten Latènezeit, Bestattungsplatz der frühen Bronzezeit und der Latènezeit, Grabenwerk der Hallstattzeit. | D-2-7343-0425 |      |
| (Standort) | Siedlung der Spätbronze- bis Urnenfelderzeit, der Frühlatènezeit, des Früh- und Spätmittelalters sowie Körpergräber vorgeschichtlicher Zeitstellung. | D-2-7343-0430 |      |
| (Standort) | Siedlung der Urnenfelderzeit und der Latènezeit. | D-2-7343-0467 |      |
| (Standort) | Siedlung vor- und frühgeschichtlicher Zeitstellung. | D-2-7343-0468 |      |
| (Standort) | Untertägige mittelalterliche und frühneuzeitliche Befunde im Bereich der katholischen Kirche St. Ägidius und St. Johannes Nepomuk in Putting. | D-2-7343-0469 |      |